# Chari-Baguirmi
Chari-Baguirmi is een van de 18 regio’s van Tsjaad. De hoofdstad is Massenya.

## Geografie
Chari-Baguirmi ligt in het westen van het land en grenst aan Kameroen. De regio is 82.910 km² groot. De regio werd genoemd naar de Chari-rivier en het historische Baguirmirijk uit het gebied. 
De regio is onderverdeeld in drie departementen: Baguimi, Chari en Loug Chari. 

## Bevolking
De voornaamste etnische volkeren zijn de Tsjadische Arabieren (33%), de Fulbe, de Barma, de Kanuri en de Ngambay.
Regio's: Batha · Borkou-Ennedi-Tibesti · Chari-Baguirmi · Guéra · Hadjer-Lamis · Kanem · Lac · Logone Occidental · Logone Oriental · Mandoul · Mayo-Kebbi Est · Mayo-Kebbi Ouest · Moyen-Chari · Ouaddaï · Salamat · Tandjilé · Wadi Fira

Stad: Ndjamena